# Hetényi György (költő)
Hetényi György (Medgyesbodzás, 1924. február 7. – Mezőkovácsháza, 2018. június 24.) magyar költő, író. Eddig hét kötete jelent meg, melyekben szerelmes verseit, tájleíró verseit, a társadalmat bíráló verseit, lokálpatriotista verseit, történelmi témájú verseit és gyermekverseit közölte, de nem egy hazafiságra buzdító verset, illetve mezőkovácsházi történelmi témájú verseket, valamint a mezőkovácsházi emberek életéről, életüknek egy-két érdekes jelenetéről szóló verseket is írt.

## Gyermek- és ifjúkora
Hetényi György Medgyesbodzáson született 1924-ben. 1948-ban kötött házasságot, amelyből két lánya született: Klára (1951) és Valéria (1962). Valéria 2010-2014 között Mezőkovácsháza város jegyzője volt. Hetényi György polgári iskolát végzett, majd 1963-ban Békéscsabán pénzügyi és számviteli szakképzettséget szerzett. 1949-1952 között a mezőkovácsházai községháza alkalmazottja volt. 1952 és 1956 között a járási hivatal pénzügyi osztályának ellenőre volt, majd 1956-ban a járási földmérési hivatalnál kezdett dolgozni. 1963-1976 között az Orosházi Állami Gazdaság üzemgazdászaként működött. Hetényi 1946-1984 között a Mezőkovácsháza és Vidéke ÁFÉSZ ellenőre volt. 1973-ban megszületett Márta, majd 1974-ben Klára unokája. Egyetlen dédunokája Simon. 1989-től, nyugdíjba vonulásától aktívan foglalkozott írással. 1989 óta saját költségén hét könyvet adott ki. 1993-tól a Békés Megyei Körös Irodalmi Kör, 1999-től pedig a Magyar Írószövetség tagja.

## Költőként, íróként
Első kötete, az Eső májusban 1989-ben jelent meg. Mint vidéken élő, a táj szépségét, az emberi hagyományokat, illetve a lokálpatriotizmus folytatását keresete verseiben. Talán nem véletlenül írták egy akkori tudósításba: "Íme Kovácsházának is van költője!" A Hársfa dala című kötet gyorsan, 1991-ben követte az előzőt. A harmadik kötete a Nap sugarait gyűjtöm címmel jelent meg. Ebben a szerelmes versek mellett helyt kaptak a tájleíró, illetve a társadalmat bíráló versek is. Negyedik kötete, a Tiszta ég alatt című gyermekvers gyűjtemény 1995-ben hagyta el a nyomdát. Az ötödik kötetében a magyar történelem honfoglalás kori időszaka kapott nagy hangsúlyt. Ennek a kötetnek a címe Hazámba, ha megyek. A hatodik kötete 2000-ben, a milleniumi év tiszteletére jelent meg A harmadik évezred felé címmel. A kötet nyíltan foglalkozik Trianon diktátumával és a határon túli magyarság sorsával. Eddigi utolsó kötete a Turul madár szárnyán című hetedik köteteben. Ezzel kapcsolatban a következőket írták:
Amikor a második évezrednek már csak napjai voltak hátra, elgondolkodtam azon, hogyan tud megmaradni a magyarság a következő ezer évben, a Kárpát medencében, amely a honfoglalás óta oly vérzivataros időket élt át? Vajon létezik-e majd háromezerben is a magyarság? Megmarad-e nyelvében a magyar, abban a nyelvben, amely számomra a legszebb? Felteszi-e majd akkor ugyanezt a kérdést egy költő, és válaszol-e rá sorsfordulós versben? Szeretném, ha így lenne. Ez a jelenlegi verseim ars poeticája, melynek alaptémáját egy népi gyermekmondóka adta: "sós kútba vetlek, onnan is kiveszlek.
Nyilatkozatai alapján készülőben van nyolcadik kötete is.

## Magánélete
1948 óta házas. Gyermekei: Hetényi Klára, Hetényi Valéria. Unokái: Márta, Klára. Dédunokája: Simon.

## Művei
- A Kárpátok alatt; Hetényi György, Mezőkovácsháza, 2005
- Magyarok Európa közepén! Hetényi György versei; Hetényi György, Mezőkovácsháza, 2007
- Tövisek és virágok; Bába, Szeged, 2009
- Holdvilági fény ül a magyar honon; Hetényi György, Békéscsaba, 2012